# 相撲道〜サムライを継ぐ者たち〜
『相撲道〜サムライを継ぐ者たち〜』（すもうどう サムライをつぐものたち、SUMODO）は、坂田栄治監督による大相撲を題材とした2020年の日本のドキュメンタリー映画。2020年10月30日公開。

## 概要
2018年12月から2019年6月にかけて境川部屋と高田川部屋に密着して撮影された世界初の大相撲ドキュメンタリー。
監督を務めた坂田はTBSテレビの社員であり、『マツコの知らない世界』などのプロデューサーや総合演出を手掛けていたが、2017年に『マツコの知らない世界』において「相撲めしの世界」を取り上げた際に相撲の魅力に取りつかれ、本作の製作を決意。費用を自ら負担し、有給休暇を取りながら製作に取り組んだ。
元力士で漫画家の琴剣淳弥がコーディネートプロデューサーおよび劇中画を担当し、ナレーションは遠藤憲一が務めた。

## スタッフ
- 語り：遠藤憲一
- 監督・製作総指揮：坂田栄治
- プロデューサー：下條有紀、林貴恵
- コーディネートプロデューサー・劇中画：琴剣淳弥
- ラインプロデューサー：高橋慶
- 撮影監督：門田博喜
- 録音：土方裕雄
- サウンドデザイナー：染谷和孝
- 音楽：豊浦瞳
- 制作協力：日本相撲協会、Country Office
- 制作プロダクション：PRUNE
- 製作：「相撲道〜サムライを継ぐ者たち〜」製作委員会
- 配給：ライブ・ビューイング・ジャパン（配給協力：日活）